# Dolores Gray
Dolores Gray (7 de junio de 1924 – 26 de junio de 2002) fue una actriz y cantante estadounidense, nominada al Premio Tony a la mejor actriz principal en un musical en dos ocasiones, y ganando una de ellas.

## Primeros años
Nacida en Chicago, Illinois, su verdadero nombre era Sylvia Dolores Finkelstein (o Sylvia Dolores Vernon). Los padres de Gray eran Barbara Marguerite Gray y Harry Vernon Finkelstein (con el nombre artístico de Harry Vernon), ambos actores de vodevil, y que se separaron cuando ella era niña. Tenía un hermano mayor, Richard Gray, que también hizo carrera en Hollywood. 
Mientras estudiaba en la Polytechnic High School, formó parte del Girls' Glee Club, siendo 'descubierta' por Rudy Vallee, que le dio un espacio como invitada en su programa radiofónico de emisión nacional. Posteriormente, Gray fue brevemente contratada por MGM, actuando en los filmes Kismet (1955) y It's Always Fair Weather (1955). 

## Carrera
Gray inició su carrera como artista de cabaret en restaurantes y clubes de San Francisco (California), y en 1945 actuaba en un programa radiofónico propio. En 1948, mientras trabajaba en Annie Get Your Gun en Londres (1947 – 1950), estudiaba en la Royal Academy of Dramatic Art. Recaudando fondos para la reconstrucción del teatro de la RADA, actuó como Nell Gwynne en la obra In Good King Charles's Golden Days en el Teatro Drury Lane (octubre de 1948). Más adelante, en 1958, trabajó en el London Palladium durante una gira europea, y en febrero de 1963 en un espectáculo de cabaret en el Hippodrome de Londres.
Entre las muchas obras teatrales en las que actuó figuran Two on the Aisle (1951),  Carnival in Flanders (1953); Destry Rides Again (1959); Sherry! (1967) y La Calle 42 (1986). Además, hizo el primer papel en Annie Get Your Gun en la primera representación de la obra llevada a cabo en Londres en 1947.
Gray ganó el Premio Tony a la mejor actriz en un musical por su papel en Carnival in Flanders, a pesar de que esta producción del circuito de Broadway, con un guion de Preston Sturges, solo se representó seis veces.
En el campo cinematográfico, interpretó a una cantante y bailarina de teatro, junto a Gregory Peck y Lauren Bacall, en el muy exitoso film Designing Woman (1957). Además, cantó el papel de Marilyn Monroe en el álbum de Decca Records con la banda sonora de la película There's No Business Like Show Business (1954).

## Vida personal
Gray se casó el 24 de septiembre de 1966 con Andrew J. Crevolin, un empresario californiano y criador de caballos de carreras que ganó en 1954 el Derbi de Kentucky. La pareja permaneció unida hasta la muerte de él, ocurrida en 1992. No tuvieron hijos.
Dolores Gray falleció a causa de un infarto agudo de miocardio en Nueva York en 2002, a los 78 años de edad. Fue enterrada en el Cementerio de Holy Cross, en Culver City, California.

## Teatro
- Seven Lively Arts (1944)
- Are You With It? (1945)
- Sweet Bye and Bye (1946)
- Annie Get Your Gun (1947; 1962)
- Two on the Aisle (1951)
- Pigmalión (1952)
- Carnival in Flanders (1953)
- Can-Can (1957)
- Silk Stockings (1958-9)
- Destry Rides Again (1959)
- Lady in the Dark (1959)
- Sherry! (1967)
- Gypsy (1973; 1976; 1982)
- All Dressed Up (1982)
- Going Hollywood (1983)
- La Calle 42 (1986)
- Star Dust (1987)
- Follies (1987)
- Broadway at the Bowl (1988)

## Selección de su filmografía
- Lady for a Night (1942)
- El señor Skeffington (1944)
- It's Always Fair Weather (1955)
- Kismet (1955)
- The Opposite Sex (1956)
- Designing Woman (1957)